# 新日曜名作座
新日曜名作座（しんにちようめいさくざ）は、NHKラジオ第1で2008年4月6日から放送されているラジオドラマ番組である。

## 概要
前身の『日曜名作座』は、森繁久彌と加藤道子の出演で50年間続けたが、両者の体調不良により、2003年以後は過去の作品を再放送した。後の2004年に加藤が他界。
2008年度ラジオ第1放送抜本改編で、新番組を開始した。『日曜名作座』の体裁を踏襲し、日本を代表する名作文学をラジオドラマ仕立てで放送する。従来の1回完結に加えて数回連続もある。
近年は連続作品が多く回数も増えている。幕開け第1シリーズは宮部みゆき原作「孤宿の人」を8回シリーズで放送した。
2024年10月17日に西田が他界し、同月27日放送『羊は安らかに草を食み』最終回が最後となった。11月10日以降は、過去放送分から選としてアンコール放送する。
2025年5月14日、「新出演者 決定のお知らせ」として、段田安則を新メンバーに迎える旨の発表があり、併せて新コンビによる新作は8月以降制作・放送の予定である事も発表された。

## 放送時間
毎週日曜 19:25 - 19:55

## 放送時間の変遷
| 期間                | 放送時間      | 放送総数 |
| ------------------- | ------------- | -------- |
| 2008年度 - 2010年度 | 22:15 - 22:45 | 30分     |
| 2011年度            | 23:10 - 23:40 | 30分     |
| 2012年度 - 2023年度 | 19:20 - 19:50 | 30分     |
| 2024年度 -          | 19:25 - 19:55 | 30分     |

## 出演者
- 西田敏行
- 竹下景子
- 段田安則（2025年8月以降予定）

## スタッフ
- 劇中音楽担当：菅野由弘、渡辺博也、池辺晋一郎、小六禮次郎
- 制作統括：小見山佳典、川口泰典、藤井靖、真銅健嗣、小島史敬、佐々木正之、吉田浩樹
- 技術：高倉健太郎、山田顕隆、西田俊和、大友美有紀、木本耕平、吉田莉奈、糸林薫、今井雄基、林晃広、中井レイ、加村武、山内将巨、西山友幸
- 音響効果：野村知成、柳原耕平、今井裕、千本木真純、石川恭男、三谷直樹、太田岳二、巽浩悦、岩崎進
- テーマ音楽作曲：古関裕而（日曜名作座の主題曲を継続使用。ただし、多少のアレンジを加えている。）

## 時間枠の変遷
- スタート当初は番組の刷新とともに放送時間が22:15 - 22:45となった。以前この時間枠で放送した『ラジオ文芸館』は派生番組『北の文芸館』『南の文芸館』とともに土曜日の同時間帯へ移動した。
- 2011年4月改編で「渋マガZ」が放送時間を19:20 - 21:55から20:05 - 22:55へ繰り下げ、本番組は放送時間を23:10 - 23:40に変更する。放送枠は30分で変更ないが、その後に放送されるラジオ深夜便は放送時間が23:15 - 5:00から23:40 - 5:00へ25分短縮する。
- 2012年度改編で21 - 23時台に新番組『wktkラヂオ学園』を開始し、本番組は放送時間を19:20 - 19:50へ変更し[2]、現在に至る。